# GamesTM
GamesTM (reso graficamente come gamesTM) era una rivista di videogiochi con sede nel Regno Unito, che si occupava di giochi per console, palmari, PC e arcade. Il primo numero è stato pubblicato nel dicembre 2002 e la rivista è stata pubblicata mensilmente in inglese e tedesco fino all'ultimo numero, il 1º novembre 2018.
La proprietà della rivista è passata da Highbury Entertainment a Imagine Publishing nel 2006.
Dal 3 marzo 2008 al 2 dicembre 2009, una versione in lingua tedesca di GamesTM è uscita in Germania, Austria e Svizzera. Il 1º aprile 2008, la versione olandese di GamesTM è stata pubblicata per la prima volta nei Paesi Bassi e in Belgio, con un programma di 11 numeri all'anno.
Nel settembre 2010, GamesTM ha celebrato il suo centesimo numero pubblicando 100 copertine diverse - limitate a 400 stampe ciascuna - che rappresentano uno dei 100 più grandi giochi della rivista di tutti i tempi.
GamesTM è stata acquisita da Future Publishing insieme all'intero "portafoglio" di Imagine Publishing nel 2016. L'ultimo numero è stato pubblicato nel novembre 2018, con Future che spiegava che la rivista "non era più redditizia".